# Spadotettix gravelyi
Spadotettix gravelyi är en insektsart som beskrevs av Günther, K. 1939. Spadotettix gravelyi ingår i släktet Spadotettix och familjen torngräshoppor. Inga underarter finns listade i Catalogue of Life.